# Oplorhiza diaphragmata
Oplorhiza diaphragmata is een hydroïdpoliep uit de familie Campanulinidae. De poliep komt uit het geslacht Oplorhiza. Oplorhiza diaphragmata werd in 1960 voor het eerst wetenschappelijk beschreven door Naumov. 